# Agrostis monostachya
Agrostis monostachya é uma espécie de gramínea do gênero Agrostis, pertencente à família Poaceae.